# Scene of "LIFE"
『Scene of "LIFE"』（シーン・オブ・ライフ）は、ACIDMANの8作目のDVD。2008年5月21日に東芝EMIから発売された。6枚目のアルバム『LIFE』のミュージックビデオを中心に収録している。

## 収録曲
1. REMIND（監督:鈴木大伸）
首都圏外郭放水路にて撮影。
2. UNFOLD（監督:西郡勲）
荒地のようなところでの演奏。地面から出てきた謎の物体が集まりながら浮遊し、流れていく。最後はメンバーが半透明になりながら消える。
3. 式日（監督:島田大介）
青い靄がかった空間で演奏するメンバー。途中から植物が急速に成長していく。
4. FREE STAR（監督:島田大介）
視点がだんだんと変わっていく
5. THE LIGHT〜赤色群像・ベガの呼応・EVERGREEEN〜（監督:大木伸夫）
「赤色群像」、「ベガの呼応」、「EVERGREEN」が組み合わさった組曲。本作が初収録。
大木伸夫初監督作品。Candle JUNEとのコラボレーション、プラネタリウムクリエーター大平貴之の星空演出も盛り込まれた18分に及ぶ壮大なストーリーとなっている。
インストゥルメンタルベストアルバム『THIS IS INSTRUMENTAL』では3曲にトラック分けされた上で同様に収録され、CD化された。
6. DOCUMENT 2007〜2008
2007年から2008年にかけてのACIDMANの軌跡を辿るドキュメンタリー映像